# 行政教区
行政教区（ぎょうせいきょうく）は、いくつかの国で採用されている行政区画である。

## 概要
キリスト教の教会の小教区（英: parish）に由来する区画で、パリッシュ（英: parish）と呼ばれる。
イギリス（ウェールズを除く）やアイルランドでは、教会の小教区と区別するためにシヴィル・パリッシュ（英: civil parish）とも呼ばれる。
位置づけは国や地域によって異なり、地方自治体であるものもあれば、自治体内の区画であるものもある。米国ルイジアナ州のパリッシュは複数の自治体を含み、日本語では「郡」と訳される。

## 一覧
| 国および地域                     | 国および地域                     | 呼称（原綴は英語版にリンク）                             | 注釈  |
| -------------------------------- | -------------------------------- | -------------------------------------------------------- | ----- |
| アンドラ                         | アンドラ                         | パロキア Parròquia                                       |       |
| アンティグア・バーブーダ         | アンティグア・バーブーダ         | パリッシュ Parish                                        |       |
| オーストラリア                   | オーストラリア                   | パリッシュ Parish                                        | [ 2 ] |
| バルバドス                       | バルバドス                       | パリッシュ Parish                                        |       |
| バミューダ                       | バミューダ                       | パリッシュ Parish                                        |       |
| カナダ                           | ニューブランズウィック州         | パリッシュ Parish                                        |       |
| カナダ                           | プリンスエドワードアイランド州   | パリッシュ Parish                                        |       |
| カナダ                           | ケベック州                       | パリッシュ・ムニシパリティ Parish municipality           |       |
| カーボベルデ                     | カーボベルデ                     | フレギジーア Freguesia                                   |       |
| ドミニカ国                       | ドミニカ国                       | パリッシュ Parish                                        |       |
| エクアドル                       | エクアドル                       | パロキア Parroquia                                       |       |
| エストニア                       | エストニア                       | ヴァルド Vald                                            |       |
| グレナダ                         | グレナダ                         | パリッシュ Parish                                        |       |
| ガーンジー                       | ガーンジー                       | パリッシュ Parish                                        |       |
| アイルランド                     | アイルランド                     | シヴィル・パリッシュ Civil parish                        |       |
| ジャマイカ                       | ジャマイカ                       | パリッシュ Parish                                        |       |
| ジャージー                       | ジャージー                       | パリッシュ Parish                                        |       |
| ラトビア（過去）                 | ラトビア（過去）                 | 教区 Pagasts                                             |       |
| マカオ                           | マカオ                           | 堂区 / フレギジーア 堂區 / Freguesia                     |       |
| マン島                           | マン島                           | パリッシュ Parish                                        |       |
| モントセラト                     | モントセラト                     | パリッシュ Parish                                        |       |
| ポルトガル                       | ポルトガル                       | フレギジーア Freguesia パロキア・シヴィル Paróquia Civil |       |
| ロシア                           | ロシア                           | プリコド Приход                                          |       |
| セントクリストファー・ネイビス   | セントクリストファー・ネイビス   | パリッシュ Parish                                        |       |
| セントビンセント・グレナディーン | セントビンセント・グレナディーン | パリッシュ Parish                                        |       |
| スペイン                         | アストゥリアス州                 | パロキア Parroquia                                       |       |
| スペイン                         | ガリシア州                       | パロキア Parroquia                                       |       |
| イギリス                         | イングランド                     | シヴィル・パリッシュ Civil parish                        | [ 3 ] |
| イギリス                         | 北アイルランド                   | シヴィル・パリッシュ Civil parish                        | [ 3 ] |
| イギリス                         | スコットランド                   | シヴィル・パリッシュ Civil parish                        | [ 3 ] |
| イギリス                         | ウェールズ（過去）               | シヴィル・パリッシュ Civil parish                        |       |
| アメリカ合衆国                   | ルイジアナ州                     | パリッシュ（郡） Parish                                  |       |
| アメリカ合衆国                   | サウスカロライナ州（過去）       | パリッシュ Parish                                        |       |
| ベネズエラ                       | ベネズエラ                       | パロキア Parroquia                                       |       |